# Ponta Cana
A Ponta Cana é uma formação geológica costeira de São Tomé e Príncipe, localizado a Este da ilha do Príncipe. Este acidente geológico localiza-se entre a Praia Periguito e a Ponta Atalaia.